# Kirill Trofimovich Mazurov
Kirill Trofimovich Mazurov (tiếng Belarus: Кіры́л Трафі́мавіч Ма́зураў, tiếng Nga: Кири́лл Трофи́мович Ма́зуров; 25/3/1914, Rudnia-Pribytkovskaya, Tỉnh Mogilev – 19/12/1989, Moskva) là chính trị gia người Belarus Xô.

## Sự nghiệp chính trị
Kirill Mazurov sinh năm 1914 tại Tỉnh Mogilev, Đế quốc Nga trong một gia đình nông dân người Belarus. Ông ban đầu là một kỹ thuật viên xây dựng, và tốt nghiệp trường kỹ thuật đường giao thông Gomel năm 1933. Ông gia nhập Đảng Cộng sản Liên Xô năm 1940 và Hồng quân năm 1941. Trong Chiến tranh Vệ quốc vĩ đại, ông tham gia các hoạt động quân sự là chính trị viên, sau đó làm tiểu đoàn trưởng.
Sau chiến tranh, Mazurov trở lại vị trí Bí thư Ban chấp hành Trung ương Đoàn Thanh niên cộng sản Lenin Belarus. Năm 1947, ông gia nhập bộ máy của Đảng Cộng sản Byelorussia. Từ 1949 đến 1950, ông là Bí thư thứ nhất Thành ủy Minsk và từ 1950 đến 1953 bí thư thứ nhất Tỉnh ủy Minsk Đảng Cộng sản Byelorussia. Từ năm 1950 đến 1979, ông là đại biểu Xô viết Tối cao Liên Xô. Sau cái chết của Joseph Stalin, ông tích cực ủng hộ Nikita Khrushchev. Ông là Chủ tịch Hội đồng Bộ trưởng Byelorussia Xô (1953-1965), sau đó là Bí thư thứ nhất của Đảng Cộng sản Byelorussia (1956-1965). Năm 1964, ông được bổ nhiệm làm ủy viên dự khuyết Bộ Chính trị Trung ương Đảng Cộng sản Liên Xô và sau đó là ủy viên chính thức từ ngày 26/3/1965 đến ngày 27/11/1978. Ông cũng là Phó Chủ tịch thứ nhất Hội đồng Bộ trưởng Liên Xô (1969-1976).
Mazurov nghỉ hưu năm 1978.
Vào những năm 80, ông đã trả lời phỏng vấn cho Izvestia, trong đó ông nói rằng ông là đặc phái viên của Brezhnev, người đã chỉ huy lực lượng Hiệp ước Warsaw tiến vào Tiệp Khắc năm 1968 dưới tên mật là "Tướng Trofymov". Ông nói rằng ông rất hối hận về hành động của mình, nói thêm "hôm nay tôi sẽ không chấp nhận một hoạt động tương tự" và yêu cầu người Séc tha thứ cho Liên Xô.

## Trao thưởng
Ông được trao tặng các Huân chương Lenin 5 lần, Huân chương Cờ đỏ, Huân chương Chiến tranh Vệ quốc hạng nhất và Anh hùng lao động xã hội chủ nghĩa vào năm 1971. Ông cũng nhận được nhiều huy chương quân sự khác.